# Fabrizio Calcio a 5 2007 2014-2015
Questa pagina raccoglie i dati riguardanti il Fabrizio Calcio a 5 2007, squadra di calcio a 5 militante in serie A, nelle competizioni ufficiali della stagione 2014-2015.

## Calciomercato

### Sessione estiva
| Felipe Arteiro           | Osasco  |
| Marcus Delpizzo          | Floripa |
| Leandrinho               | Fuente  |
| Luis Marimon Ordas       | Encamp  |
| Alcides Pereira de Souza | Kaos    |

| Joel Ariati   | San Rocco Ruvo |
| Fábio Bachega | svincolato     |
| Marcelinho    | Napoli         |
| André Siviero | Odissea 2000   |

### Sessione invernale
| Joel Ariati     | San Rocco Ruvo |
| Paolo Lo Buglio | Acireale       |
| David Tres      | ASSAF          |

| André Siviero  | Odissea 2000 |
| Felipe Arteiro | Odissea 2000 |

## Rosa 2014-15
| N° | Naz.               | Ruolo | Sportivo                  | Anno       |  |  |
| -- | ------------------ | ----- | ------------------------- | ---------- |  |  |
| 17 | Italia (bandiera)  | POR   | Antonino Martino          | 26.03.1987 |  |  |
| 1  | Spagna (bandiera)  | POR   | Luis Marimon Ordas        | 14.08.1974 |  |  |
| 16 | Italia (bandiera)  | DIF   | Pierpaolo Caravetta       | 02.09.1993 |  |  |
| 2  | Italia (bandiera)  | DIF   | Antonio De Luca           | 26.08.1988 |  |  |
| 23 | Italia (bandiera)  | DIF   | Davide Morrone            | 14.04.1983 |  |  |
| 3  | Italia (bandiera)  | DIF   | Leonardo Schiavelli       | 07.06.1987 |  |  |
| 13 | /                  | DIF   | Marcus Delpizzo           | 13.10.1983 |  |  |
| 11 | /                  | DIF   | Fabrício Urio             | 27.01.1989 |  |  |
| 8  | /                  | UNI   | Felipe Arteiro            | 17.12.1988 |  |  |
| 10 | Brasile (bandiera) | LAT   | Leandrinho                | 04.11.1986 |  |  |
| 7  | Italia (bandiera)  | LAT   | Francesco Dentini         | 07.07.1992 |  |  |
| 5  | Brasile (bandiera) | LAT   | David Leonardo Tres       | 28.05.1987 |  |  |
| 14 | Brasile (bandiera) | LAT   | Alcides Pereira de Souza  | 16.12.1980 |  |  |
| 21 | Italia (bandiera)  | LAT   | Domenico Martino Molinaro | 11.11.1993 |  |  |
| 12 | Brasile (bandiera) | PIV   | Arlan Pablo Vieira        | 03.07.1990 |  |  |

## Under 21
| N° | Naz.              | Ruolo | Sportivo        | Anno       |  |  |
| -- | ----------------- | ----- | --------------- | ---------- |  |  |
|    | Italia (bandiera) | POR   | Paolo Lo Buglio | 30.04.1994 |  |  |
| 22 | Italia (bandiera) | POR   | Davide Vangieri | 22.11.1994 |  |  |

## Risultati

### Serie A

#### Girone di andata
| Arbitri: | Nicola Salvalaggio (Castelfranco Veneto) Vincenzo Tafuro (Brindisi) |
| Crono:   | Dario Pezzuto (Lecce)                                               |

|                                                                |           |                                                    |
| Vieira 3'05'’, 19’ Tres 12'05'’ Arteiro 25'24’ Delpizzo 37'11’ | Marcatori | 1’ Silveira 1'51’’ Crema 7'28’’, 39'49'’ Zanchetta |

| Arbitri: | Alessandro Malfer (Rovereto) Alessandro Maggiore (Bologna) |
| Crono:   | Angelino Iuliano (Lamezia Terme)                           |

|                                                                                                 |           |                                                                    |
| Vieira 0'28'’, 20'43'’ Leandrinho 14'17’, 27'25'’ Urio 31'25'’, 36'11'’ (t.l.) Delpizzo 37'45'’ | Marcatori | 12'07'’, 30'19'’, 38'25'’ Duarte 20’ Sanna 29'33'’ (rig.) Paulinho |

| Arbitri: | Francesco Cirillo (Rovereto) Michele Bensi (Grosseto) |
| Crono:   | Diego Fanton (Vicenza)                                |

|                                                                                  |           |  |
| Honorio 1'13’’, 13'23’’ Mauricio 6'29’’, 23'27’’ Héctor 19'17’’ Waltinho 34'03’’ | Marcatori |  |

| Arbitri: | Mario Filippini (Roma 1) Daniele Ferretti (Roma 1) |
| Crono:   | Stefano Zuddas (Cagliari)                          |

|                                         |           |                                  |
| Ruggiu 5'01'’ Serpa 18'25'’ Peruzzi 15’ | Marcatori | 3'20'’ Vieira 22'34'’ Leandrinho |

| Arbitri: | Mauro Albertini (Ascoli Piceno) Ruggiero Chiariello (Barletta) |
| Crono:   | Gianluca Greco (Cosenza)                                       |

|                                                |           |                                           |
| Pereira 9'55'’ Delpizzo 26'53'’ Vieira 39'57'’ | Marcatori | 16'57'’ Cavinato 17'39'’ (t.l.) Cuzzolino |

| Arbitri: | Andrea Sabatini (Bologna) Raffaele Ziri (Barletta) |
| Crono:   | Stefano Pasquino (Nichelino)                       |

|                             |           |  |
| Ramon 0'28'’ Torrás 16'10'’ | Marcatori |  |

| Arbitri: | Marco Delpiano (Cagliari) Filippo Ragalà (Bologna) |
| Crono:   | Antonio Annunziato Belsito (Lamezia Terme)         |

|                                                          |           |                |
| Vieira 3'10'’, 38'19'’, 38'54'’ Urio 19'53'’, 39’ (t.l.) | Marcatori | 29'19'’ Menini |

| Arbitri: | Gianmichele Frasconi (Olbia) Daniele Di Resta (Roma 2) |
| Crono:   | Alessandro Maggiore (Bologna)                          |

|                                                                           |           |                                |
| Kaká 9'19'’, 30'25'’ E. Bertoni 12'40'’, 25'24'’ Pedotti 22'57'’, 35'39'’ | Marcatori | 19'36'’ Vieira 23'11'’ Pereira |

| Arbitri: | Francesca Muccardo (Roma 1) Daniele Fratangeli (Frosinone) Gennaro Luca De Falco (Catanzaro) |
| Crono:   | Antonio Annunziato Belsito (Lamezia Terme)                                                   |

|                                |           |                                 |
| Pereira 13'26'’ Vieira 37'43'’ | Marcatori | 21'47'’, 26'38'’ (rig.) Milucci |

| Arbitri: | Francesco Scarpelli (Padova) Ruggiero Chiariello (Barletta) |
| Crono:   | Andrea Di Vito (L'Aquila)                                   |

|                                                              |           |  |
| Canal 4'31’’, 22'36’’, 35'41'’ Caputo 7'31’’ Rogério 21'16’’ | Marcatori |  |

#### Girone di ritorno
| Arbitri: | Nicola Maria Manzione (Salerno) Andrea Sabatini (Bologna) Giovanni Zannola (Ostia Lido) |
| Crono:   | Daniele Di Resta (Roma 2)                                                               |

| |           | |
| Crema 0'59'’, 20'12'’, 29'05'’, 37'31'’ Suazo 18'30'’ Zanchetta 19'04'’, 25'07'’, 33'50'’ Perić 21'41'’ | Marcatori | 14'25'’ Tres 17'06'’ Leandrinho 24'32'’, 36'46'’ Vieira 32'27'’ Delpizzo 33'36'’ (t.l.) Urio 38'53'’ Dentini |

| Arbitri: | Damiano Calaprice (Bari) Francesco Bertini (Empoli) |
| Crono:   | Luca Rutigliano (Bari)                              |

|                    |           |               |
| Leandrinho 21'33’’ | Marcatori | 1'46'’ Merlim |

| Arbitri: | Marco Delpiano (Cagliari) Antonio Gallo (Torre Annunziata) |
| Crono:   | Daniele Ferretti (Roma 1)                                  |

|                                                                                  |           | |
| De Bail 1'54'’ Chilelli 18'08'’ Paulinho 18'52'’ (t.l.) Manfroi 26'47'’, 31'23'’ | Marcatori | 9'21'’, 37'17'’ Leandrinho 14'23'’ (t.l.), 14'34'’ (t.l.), 16'04'’ (t.l.) Urio 35'01'’, 39'38'’ Delpizzo 40’ Martino |

### Coppa Italia
| Arbitri: | Giancarlo Lombardi (Roma 1) Francesca Muccardo (Roma 1) Dario Di Nicola (Pescara) |
| Crono:   | Matteo Ariasi (Pescara)                                                           |

|                                                                |           |                          |
| Giasson 23'16’’ Fabiano 27'38’’, 37'18'’ Merlim 34'55’’ (rig.) | Marcatori | 24'22’’, 36'20'’ D. Tres |